# Ichneumon versatilis
Ichneumon versatilis är en stekelart som beskrevs av Kokujev 1904. Ichneumon versatilis ingår i släktet Ichneumon och familjen brokparasitsteklar. Inga underarter finns listade i Catalogue of Life.